# Осово-Старе
Осово-Старе (пол. Osowo Stare) — село в Польщі, у гміні Оборники Оборницького повіту Великопольського воєводства.
Населення — 70 осіб (2011).
У 1975-1998 роках село належало до Познанського воєводства.

## Демографія
Демографічна структура станом на 31 березня 2011 року:
|          | Загалом | Допрацездатний вік | Працездатний вік | Постпрацездатний вік |
| -------- | ------- | ------------------ | ---------------- | -------------------- |
| Чоловіки | 33      | 11                 | 20               | 2                    |
| Жінки    | 37      | 11                 | 23               | 3                    |
| Разом    | 70      | 22                 | 43               | 5                    |